# Mesut Kurtis
Mesut Kurtis, né le 31 juillet 1981 à Skopje en Macédoine du Nord, est un chanteur turc.

## Biographie
Kurtis est né à Skopje, en Macédoine. Ses parents sont turcs. Il a étudié au collège de Skopje et est venu au Royaume-Uni à un jeune âge pour poursuivre ses études. Il a obtenu un diplôme en sciences humaines, en droit islamique et en jurisprudence de l'Institut européen des sciences humaines de l'Université du Pays de Galles. 
Kurtis vient d'une famille érudite et religieuse. Son père et son grand-père parlaient couramment l'arabe classique.

### Carrière
Il a manifesté un intérêt marqué pour les nasheeds islamiques dès son plus jeune âge. Il a rejoint plusieurs groupes de musique nasheed en Macédoine qui ont joué au niveau local et a également effectué plusieurs visites internationales, notamment en Turquie et dans des lieux voisins. Sa musique est influencée par les styles sufi, classique turc, arabe et européen. 
En mai 2004, son premier album, Salawat, produit par Awakening Records, contient des chansons qui combinent l'arabe, le turc et l'anglais. Il a été bien accueilli par les auditeurs musulmans à travers le monde après sa première vidéo de musique Al-Burdah, filmée dans les îles au large de la côte de la Turquie. 
En juin 2009, son deuxième album, Beloved, est sorti. Le 7 juillet 2014, son troisième album, Tabassam, est publié. 
Kurtis chante en arabe, anglais, macédonien et turc. Il parle aussi couramment cinq langues.

### Philanthropie
- Le 14 avril 2012, Kurtis a participé au concert de charité Send A Little Hope organisé par Awakening Records et l' organisation Save An Orphan au Hammersmith Apollo de Londres avec Hamza Namira, Irfan Makki, Maher Zain et Raef pour sensibiliser et recueillir des dons. Plus de 175 000 £ ont été promis.
- Le 21 avril 2012, il a joué à la mairie de l'université de Sharjah pour les services humanitaires en collaboration avec l' université américaine de Sharjah avec Maher Zain dans le cadre d'un concert de charité visant à familiariser les jeunes avec les problèmes d'invalidité et à souligner l'importance du travail volontaire[8].
- Il a participé à la tournée Sound of Light 2014 organisée par Awakening Records et Human Appeal International en France et au Royaume-Uni pour collecter des fonds pour Gaza. Un concert à Bradford, en Angleterre, a permis de recueillir 520 000 £.

## Discographie

### Albums
| Titre        | Détails de l'album                                                                          |         |                                                                                            |
| Titre        | Détails de l'album                                                                          | Salawat | - Sortie: 1er mai 2004 - Label: Awakening Records - Formats: CD , Téléchargement numérique |
| Bien-aimé    | - Sortie: 25 juin 2009 - Label: Awakening Records - Formats: CD, Téléchargement numérique   |         |                                                                                            |
| Tabassam     | - Sortie: 7 juillet 2014 - Label: Awakening Records - Formats: CD, Téléchargement numérique |         |                                                                                            |
| Balaghal Ula | - Sortie: 2019 - Label: Awakening Records - Formats: Téléchargement numérique               |         |                                                                                            |

## Vidéographie
- 2019 : Balaghal Ula
- 2014 : Aşkınla Yansın Özüm
- 2014 : Rouhi Fidak
- 2012 : Sevgili
- 2009 : Bien-aimé
- 2007 : Burdah